# گابریل اتینوف
گابریل اتینوف (انگلیسی: Gabriel Etinof؛ زادهٔ ۱۲ ژانویهٔ ۱۹۹۶) بازیکن فوتبال اهل فرانسه است.